# Giallo (film 2009)
Giallo è un film del 2009 diretto da Dario Argento, ambientato a Torino. Dopo varie difficoltà, il film è stato distribuito in Italia direttamente in home video il 3 novembre 2010 su distribuzione Dall'Angelo Pictures, solo in seguito Lumière Group Multimediale ha distribuito la pellicola nelle sale cinematografiche dal 1º luglio 2011, con il titolo Giallo/Argento. Le riprese si sono svolte a Torino tra maggio e giugno 2008.

## Trama
Torino. Fingendosi tassista un individuo misterioso rapisce in poco tempo due ragazze, Keiko e la giovane modella Celine. Celine viene sequestrata proprio mentre a bordo del taxi è al telefono con Linda, sua sorella. Questa, messa in allarme dalla telefonata interrotta e dal ritardo della sorella a rincasare, si rivolge alla polizia. In questura Linda viene mandata da Enzo Avolfi, giovane ispettore entrato nella polizia dopo aver accoltellato a morte il macellaio che assassinò sua madre sotto i suoi occhi. L'uomo in breve si convince di avere a che fare con il serial killer che insegue da tempo: il Giallo, un maniaco che sfigura e poi uccide le sue vittime, sempre donne molto belle, straniere e giovani verso le quali sfoga la rabbia per la sua deformità.
Quando Keiko viene trovata avvolta nella plastica e apparentemente cadavere proprio davanti all'entrata del convento della città, l'ispettore Avolfi nel frattempo sopraggiunto riesce a raccogliere le ultime parole della ragazza prima di spirare. Fattesele tradurre dal giapponese, Avolfi scopre che la ragazza, dopo aver recitato sutra de, dice ripetutamente è Giallo. Sarà un'intuizione di Linda a far convergere i sospetti di Avolfi su un possibile malato di fegato sofferente di ittero, da cui deriverebbe il colore giallo della pelle. Recatosi al Policlinico per farsi consegnare la lista dei pazienti in cura, Avolfi nota da lontano un uomo che capisce essere il Giallo, il quale però messo in allarme riesce a fuggire. Avolfi risale però all'identità dell'uomo, il cui nome è Flavio Volpe.
Nel frattempo Celine approfittando dell'assenza del suo sequestratore riesce a liberarsi e a fuggire dalla prigione, ma proprio quando esce trovandosi sul vecchio gasometro della città viene nuovamente riacciuffata da Volpe. La ragazza, capiti i problemi psichici e fisici che affliggono il suo rapitore, lo convince a rivolgersi alla sorella per farsi curare all'estero in cambio della sua libertà. Volpe acconsente e da solo va a casa di Linda la quale decide di aiutarlo, ma proprio mentre stanno uscendo Linda riceve la visita di Avolfi, sicuro di aver individuato la prigione della sorella. Insospettito dal rifiuto di Linda ad aprire la porta e dal suo insolito disinteresse, Avolfi sale sul tetto del palazzo per cercare un altro accesso e si imbatte nei due che stanno scappando. Dopo una breve sparatoria e un'altrettanto breve colluttazione in cui Linda cerca inutilmente di spiegare ad Avolfi il suo patto con Volpe, il serial killer cade da una vetrata e muore rifiutandosi di rivelare dove si trovi Celine. Poco dopo una squadra di agenti capitanati dall'ispettore Mori superiore e mentore di Avolfi, fa irruzione nel luogo in cui questi è convinto si trovi Celine, ma non trovano nessuno. Linda rimane disperata e inferocita verso Avolfi, il quale si allontana non meno avvilito. Ma in un parcheggio sotterraneo una guardia giurata sente dei rumori soffusi e nota una macchia di sangue che gocciola da un taxi posteggiato. Nel portabagagli della vettura c'è Celine, ferita ma viva.

## Produzione

### Cast
Nel gennaio 2008 Argento rivelò di aver scelto per il cast Ray Liotta, Asia Argento e l'ex compagno Vincent Gallo nel ruolo dei protagonisti. In seguito, quest'ultimo ha declinato la parte, pur avendo già firmato il contratto, dichiarando: "Avevo accettato perchè sono un grande fan di Dario , ma non dimentichiamo che è il regista del film e il padre di Asia. Quindi non credo sia il caso che io faccia parte del cast del film."
Dopo ciò, per scegliere definitivamente i protagonisti del suo film, Dario Argento si è affidato alle esperienze professionali e di vita del collega Roman Polański, la cui moglie Emmanuelle Seigner ha partecipato come interprete secondaria della pellicola escludendo del tutto i nomi di Liotta, Gallo e Asia Argento.
Infatti, come attore principale è stato scelto Adrien Brody, protagonista de Il pianista (2002), film per il quale ha ricevuto l'Oscar al miglior attore e che lo ha lanciato definitivamente nel mondo del cinema. In Giallo, Adrien Brody interpreta un doppio ruolo: l'ispettore Enzo Avolfi (ruolo inizialmente scritto per Liotta) e l'antagonista, il serial-killer Flavio Volpe detto appunto Giallo (ruolo originario di Gallo); per il secondo ruolo, reso possibile dall'abile trucco di Sergio Stivaletti, l'attore è accreditato come Byron Deidra, anagramma del suo vero nome.

## Distribuzione

### Anteprima
Giallo viene proiettato per gli addetti ai lavori al mercato del Festival di Cannes il 13 e 14 maggio 2009. Il 25 giugno, invece, è presentato al Festival del cinema di Edimburgo. Giallo viene quindi proiettato nel corso della 28ª edizione del Festival internazionale del cinema fantastico di Bruxelles, che si tiene dall'8 al 20 aprile 2010 in Belgio, e ancora nel corso della 30ª edizione del Fantafestival, a Roma nel maggio 2010; nel corso della proiezione, il compositore Marco Werba esegue dal vivo, al pianoforte, i temi musicali del film in sincrono con le immagini.

### Problemi distributivi
L'uscita del film nei cinema italiani era stata annunciata per fine ottobre 2009. Nell'aprile 2010 vengono acquistati in Italia i diritti per il doppiaggio e la distribuzione in dvd del film; Giallo esce in Italia direttamente in home video il 3 novembre 2010 su distribuzione Dall'Angelo Pictures. Nell'ottobre 2010 l'attore Adrien Brody, protagonista del film, denuncia (presso la corte federale della California) la produzione per inadempienza contrattuale, frode e appropriazione indebita della propria immagine pubblica, chiedendo il blocco della distribuzione home video della pellicola. La denuncia dell'attore non compromette la distribuzione home video italiana del film perché gli effetti del contenzioso legale sono limitati al solo territorio americano.
Qualche giorno dopo l'uscita della notizia della denuncia di Adrien Brody, il regista Dario Argento fa sapere di essere totalmente estraneo alla vicenda. Per dimostrargli massima solidarietà, Argento rinuncia a partecipare alla promozione italiana del dvd del film, che era stata prevista il 1º novembre a Milano e il 2 novembre a Roma. Il 24 novembre 2010 si chiude il contenzioso legale tra Adrien Brody e il produttore statunitense Richard Rionda Del Castro; a vincere la causa è Brody. L'attore ottiene il pagamento della somma d'ingaggio del primo contratto (640 000 dollari) e il versamento di altri 2 milioni di dollari per mancato adempimento del contratto, frode e appropriazione indebita della sua immagine pubblica.
Per quanto riguarda il blocco della distribuzione home video sul territorio americano, Adrien Brody ha cercato di non impedire del tutto la circolazione negli Usa: i distributori americani possono mettere il film in vendita negli States ma eliminando le due immagini di Brody dalle copertine commerciali del dvd (poiché c'è stata appropriazione indebita dell'immagine pubblica dell'attore, reato riconosciuto dalla Corte federale della California). Il 24 gennaio 2011 i distributori italiani del film confermano la soluzione del contenzioso legale. Il 1º luglio 2011 il film, distribuito da Lumière Group Multimediale, è uscito nelle sale cinematografiche italiane con il titolo Giallo/Argento..
Nel maggio 2015 la Hannibal Pictures comunica di aver citato in giudizio, insieme alla Giallo Production Ltd., Dario Argento e suo fratello Claudio, per frode, violazione contrattuale e danni. La produzione statunitense sostiene che la Sigma Films degli Argento avrebbe promesso loro un pagamento di 1.400.000 euro (2.200.000 dollari all'epoca) in cambio dei diritti italiani e del coinvolgimento produttivo di un'altra casa degli Argento, l'Opera Films. Questa cifra, che rappresentava un terzo del budget di Giallo, non sarebbe mai stata corrisposta, e la Sigma Films sarebbe stata chiusa nel 2008 dai fratelli Argento "in segretezza", con il debito ancora in piedi. La Hannibal accusa Dario e Claudio Argento di aver comunque accettato i propri stipendi di regista e coproduttore, pur conoscendo la situazione generale, per un totale di quasi 400.000 dollari.
La Hannibal Pictures e la Giallo Production Ltd dichiarano di essere riusciti col tempo a pagare la troupe e gli attori (anche Adrien Brody), non senza difficoltà, ma ora spetterà al pubblico ministero Stefano Pesci fare luce sulla vicenda.
In un'intervista del gennaio 2010 Dario Argento ha affermato che il film finì volontariamente ostracizzato in America per i rallentamenti e gli ostacoli subiti per la distribuzione. In una precedente intervista aveva inoltre rilevato di non aver apprezzato i tagli e le modifiche volute dai produttori contro la sua volontà per rendere il film più commerciale e che non si sente più personalmente legato al progetto.

## Riconoscimenti
- 2010 - Fantasy Horror Award
  - Miglior colonna sonora